# Anolis wodny
Anolis wodny (Anolis vermiculatus) – gatunek niewielkiej jaszczurki z rodziny Anolidae. Tradycyjnie zaliczany był do rodziny legwanów. Endemit Kuby.

## Zasięg występowania
Gatunek ten występuje wyłącznie w zachodniej części Kuby – w prowincjach Pinar del Río i Artemisa.

## Biologia i ekologia
Prowadzi ziemno-wodny tryb życia. Przebywa na brzegach bądź w nurcie niewielkich rzek i strumieni. W razie niebezpieczeństwa kryje się w wodzie.